# Ranulf Higden
Ranulf Higden vagy Higdon (latinul: Ranulphus Castrensis, Ranulphus de Higden), (1280 körül – 1364. március 12.) latin nyelven író középkori angol bencés szerzetes, krónikaíró. Fő műve a Polychronicon (1347 körül).

## Működése
Valószínűleg Nyugat-Angliában született, 1299 körül lépett be a Chesterben lévő bencés kolostorba. Adataiból arra következtetnek, hogy Észak-Angliában is tett utazásokat. Műve teljes címe a Ranulphi Castrensis, cognomine Higden, Polychronicon (sive Historia Polycratica) ab initio mundi usque ad mortem regis Edwardi III in septem libros dispositum – Azaz a Világ története a Teremtéstől III. Edward haláláig hét könyvben elrendezve. Művét hét kötetre osztotta – ezzel is utalva a Teremtés hét napjára. Az utolsó könyvet leszámítva világtörténet, melyet más krónikák anyagából állított össze.
Rendkívül népszerű mű volt, több mint száz kézirata maradt fenn. 1387-ben John of Trevisa lefordította angolra, majd 1480-ban ki is nyomtatták.

## Fordítás
Ez a szócikk részben vagy egészben  a   Ranulf Higden című angol Wikipédia-szócikk ezen változatának fordításán alapul.  Az eredeti cikk szerkesztőit annak laptörténete sorolja fel. Ez a jelzés csupán a megfogalmazás eredetét és a szerzői jogokat jelzi, nem szolgál a cikkben szereplő információk forrásmegjelöléseként.